# Glycoconjugate Journal
Das Glycoconjugate Journal (abgekürzt Glycoconj. J.) ist eine wissenschaftliche Fachzeitschrift, die zweimonatlich im Peer-Review-Verfahren bei Springer Science+Business Media erscheint. Die Zeitschrift behandelt Themen mit Bezug zu Glycokonjugaten und erschien erstmals 1984. Es handelt sich um die offizielle Publikation der International Glycoconjugate Organization. Veröffentlicht werden Beiträge über die Zusammensetzung, Struktur und Funktion von Glycokonjugaten. Der Impact Factor der Zeitschrift lag 2023 bei 2,7. Chefredakteur ist Massimo Aureli von der Universität Mailand.